# Svetlogorskij rajon
Lo Svetlogorskij rajon (in russo Светлогорский район?) è un rajon dell'Oblast' di Kaliningrad, nella Russia europea; il capoluogo è Svetlogorsk.